# Hormizd IV.

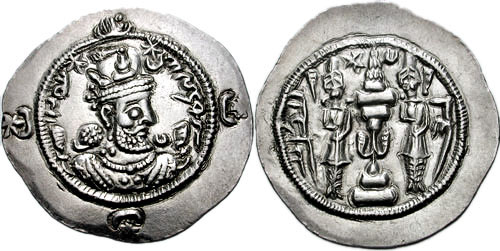
Münze von Hormizd IV.

Hormizd IV. (auch Hormisdas; persisch هرمز Hormoz [horˈmoz], englisch Hormozd; * vor 579; † nach 6. Februar 590) war ein persischer Großkönig aus dem Geschlecht der Sassaniden. Er regierte das spätantike Persien von 579 bis 590.

## Leben
Hormizd, dessen Mutter eine Tochter des Kök-Türkenkhagans Sizabulos gewesen sein soll (wenngleich chronologische Probleme bestehen), wurde von seinem Vater Chosrau I. als Nachfolger ausgewählt und durchgesetzt. Offenbar kam es bald nach seiner Krönung zu starken Spannungen mit dem Hochadel. Sowohl in den westlichen (Theophylaktos Simokates) als auch in den orientalischen (Tabari) Quellen wird er überwiegend negativ dargestellt, wenngleich dies seiner Regierungszeit vielleicht nicht ganz gerecht wird, zumal die Quellen weitgehend parteiisch gefärbt sind. Zudem hat sogar Tabari auch eine Tradition bewahrt, die Hormizd nicht als tyrannischen Feind des Adels, sondern als gerecht, wohlerzogen, klug und militärisch erfolgreich schilderte. Der König, der laut Tabari den zoroastrischen Priestern untersagte, gegen die Christen im Reich vorzugehen, wird in einigen christlichen Berichten sehr positiv gezeichnet. Er versuchte offenbar, seine Stellung durch ein hartes Vorgehen gegen den mächtigen Adel des Reiches zu sichern oder auszubauen, während er Unterstützung vor allem beim Volk gesucht habe. Die späten arabischen Quellen, die spätsassanidische Traditionen bewahren dürften, werfen ihm die Hinrichtung und Verbannung zahlloser Adliger sowie den Versuch einer Entmachtung der zoroastrischen Priester vor. Einige Jahre lang konnte sich Hormizd, dessen tatsächliche Rolle letztlich schwer einzuschätzen ist, vermutlich dadurch auf dem Thron halten, dass er verschiedene Adelsparteien gegeneinander ausspielte.
Außenpolitisch hatte Persien in seiner Regierungszeit sowohl im Westen als auch an der stets gefährdeten Nordostgrenze zu kämpfen: Im Nordosten mussten verschiedene Stämme (die wohl unter türkischer Oberhoheit standen) abgewehrt werden. Hormizd setzte auch den Krieg mit dem oströmischen Reich fort, der seine gesamte Regierungszeit über andauerte (siehe Römisch-Persische Kriege). Chosrau I. hatte kurz vor seinem Tod mit Friedensverhandlungen begonnen, doch Hormizd scheint sich direkt nach seiner Thronbesteigung außerstande gesehen zu haben, den Römern entgegenzukommen. Er hatte sich zudem gegenüber den oströmischen Gesandten überaus arrogant geäußert, so dass es zu keinen weiteren Verhandlungen kam. Der Krieg verlief jedoch für keine Seite besonders günstig. Mehrmals stießen persische bzw. oströmische Truppen vor, nur um dann wieder zurückgeschlagen zu werden. Auch ein großer oströmischer Sieg bei Solachon 586 brachte keine Entscheidung; die Perser gewannen derweil die Kontrolle über weite Teile Armeniens, doch verlief der Krieg auch für sie alles andere als gut.
Im Jahr 588 gelang es dem Heerführer Bahram Tschobin, der aus einer angesehenen Adelsfamilie (den Mihran, die sich auf die Arsakiden zurückführten) stammte, türkische Invasoren im Nordosten zu besiegen (siehe Tardu). 589 kämpfte er im Kaukasus gegen die Römer, doch sind die Einzelheiten nicht ganz klar. Noch im Jahr 589 erhob sich Bahram gegen Hormizd, der anscheinend zum Jähzorn neigte und seinem General wohl seine Erfolge missgönnte; umgekehrt mag sich Hormizd, wie die folgenden Ereignisse zeigen, auch durchaus mit Recht von Bahram bedroht gefühlt haben. Möglicherweise spielte zudem auch der Umstand eine Rolle, dass Bahram nun eine kleinere Niederlage gegen ein römisches Heer unter dem General Romanus erlitten hatte. Während sich Bahrams Armee auf Ktesiphon zubewegte, der Hauptresidenz der Sassaniden, wurde der König wohl am 6. Februar 590 (nach neuen Untersuchungen vielleicht etwas später) von einer anderen Adelspartei gestürzt. Diese Adelsgruppe war offenbar mit Hormizd und seiner Politik unzufrieden, stand aber loyal zu den Sassaniden und ersetzte ihn daher durch seinen Sohn Chosrau II., der offenbar nun ebenfalls gegen Hormizd intrigierte. Wenig später wurde Hormizd im Kerker ermordet – ob dies auf Befehl seines Sohnes geschah, der sich zu diesem Zeitpunkt vielleicht schon auf der Flucht vor Bahram Tschobin befand, ist unklar. Bahram bestieg für kurze Zeit den Thron, wurde dann aber von Chosrau, der sich oströmischer Hilfe versicherte, gestürzt.